# Lochham (Gräfelfing)
Lochham (bei München) ist ein Ortsteil der oberbayerischen Gemeinde Gräfelfing im Landkreis München.

## Geschichte
Erstmals urkundlich erwähnt wird Lochham als Lohen im Jahr 1256. Später erscheinen die Bezeichnungen Lohheim, Lochen, Loham und Lochheim. Der Name spielt vermutlich darauf an, dass hier in frühgeschichtlicher Zeit der erste Rodungsort des Würmtals lag. Die Lochhamer Geschichte ist eng verbunden mit der der Hofmark Gräfelfing, häufig auch mit der Planeggs und der Feste Planek. Bei einer Landesteilung zwischen den bayerischen Herzögen Rudolf und Ludwig wurde „Lohen an der Wirm“ dem Anteil München zugeschlagen. 1627/28 wurde der Ort von der Pest heimgesucht, 1632 fielen schwedische Truppen ein. 1876 vernichtete ein Großfeuer fünf der damals zehn Lochhamer Anwesen.
Seit der Gemeindebildung 1818 gehört Lochham zur Gemeinde Gräfelfing.
In Lochham entdeckten Prähistoriker 1910 elf Grabhügel als sehr frühe Zeugnisse aus der Mittelbronzezeit (Hügelgräberkultur); dabei stieß man auch auf Schädel mit rundlicher Öffnung als Beleg für eine operative Schädelöffnung Trepanation und die Tätigkeit von Medizinmännern. Friedrich Holste arbeitete 1938 durch Fundvergleiche mit anderen Orten den so genannten Lochham-Horizont als besondere Phase dieser Epoche heraus. Auch andere Teile des Ortes waren offenbar schon sehr früh besiedelt, so etwa im Bereich der heutigen Lindenstraße, der Maria-Eich-Straße und der Straße Im Birket.

## Geografie
Lochham wird von der Würm durchflossen. Das Siedlungsgebiet ist mittlerweile mit Gräfelfing zusammengewachsen, und im Norden mit Neuaubing. Im Norden grenzt Lochham an die bayerische Landeshauptstadt München und an den Pasinger Stadtpark. Die BAB 96 (München – Lindau) führt, teils untertunnelt, durch Lochham.

## Sehenswürdigkeiten
Die katholische Filialkirche St. Johannes Baptist stammt aus der Spätgotik Ende des 15. Jahrhunderts, ist im Kern jedoch romanisch. Die Kirche wurde 1728 barockisiert und 1955 erweitert. Die katholische Pfarrkirche für Lochham ist St. Johannes Evangelist. Sie wurde 1946/47 errichtet. In Lochham befindet sich die Akademie des Bayerischen Bäckerhandwerks.

## Galerie
Alltagsszenen aus Lochham, Anfang der 1990er Jahre

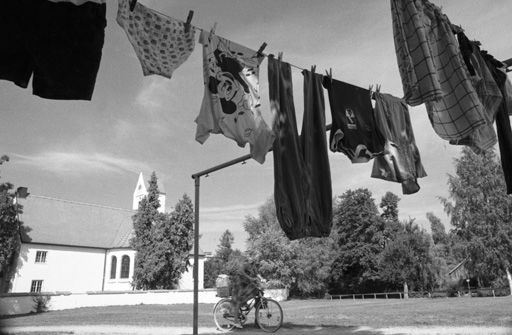
Aufgehängte Wäsche vor der Kirche St. Johannes der Täufer
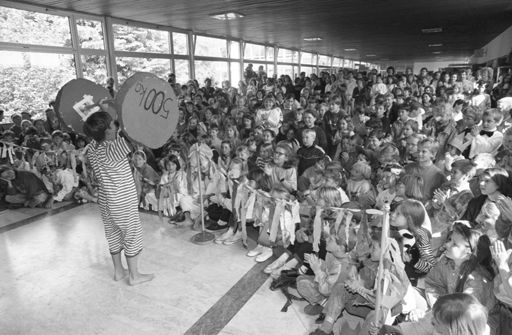
Schülertheater in der Grundschule Lochham
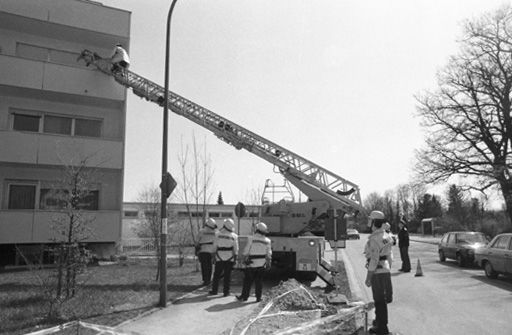
Feuerwehreinsatz in der Lochhamer Straße
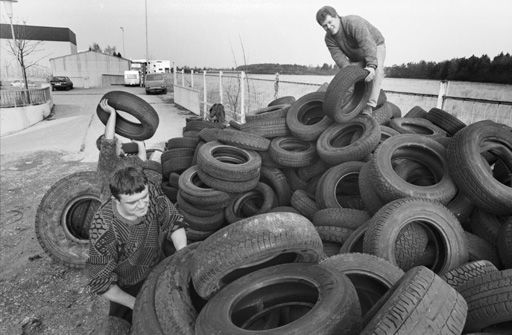
Reifenlager im Industriegebiet Lochhamer Schlag
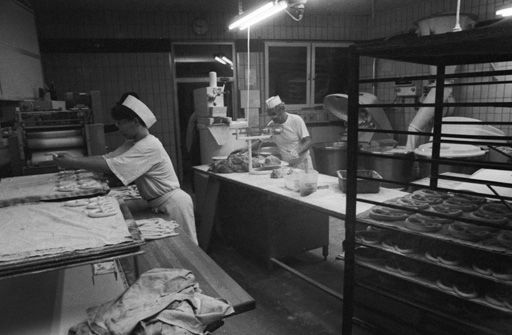
Backstube einer Bäckerei in der Aubinger Straße
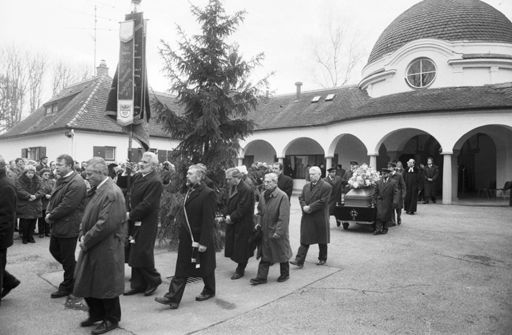
Beerdigung auf dem Gemeindefriedhof Großhaderner Straße

## Einrichtungen
- Grund-, Volks- und Hauptschule[3]
- Katholisches Pfarramt
- Evangelisches Pfarramt
- Haltepunkt der S-Bahn-Linie S6 (München – Gauting – Starnberg)

## Erholungsgebiete
Siehe Absatz im Artikel →  Gräfelfing 

## Persönlichkeiten
- Paul Eipper (1891–1964), Tierfilmer und Schriftsteller, lebte in Lochham
- Werner Egk (1901–1983), Komponist
- Jobst Freiherr von Schirnding (* 1919), Bankdirektor, lebte in Lochham
- Walter Hoppe (1917–1986), Physiker, starb in Lochham
- Georg P. Salzmann (1929–2013), Büchersammler, starb in Lochham
- Dieter Blumenwitz (1939–2005), Staats- und Völkerrechtler, lebte in Lochham
- Peter Dimroth (* 1940), Chemiker und Biochemiker, lebte in Lochham
- Anselm Grün, wuchs in Lochham auf
- Burghart Klaußner, wurde in Lochham von dem Pfarrer Oskar Anton konfirmiert[4]
- Stefan Aigner, Fußballspieler, wuchs in Lochham auf[5]